# فرانك يوجين هووك
فرانك يوجين هووك هو قاضي ومحامي وسياسي أمريكي، ولد في 26 مايو 1893 في لانسي في الولايات المتحدة، وتوفي في 21 يونيو 1982 في إدينا في الولايات المتحدة. نشط حزبياً في الحزب الديمقراطي. وقد انتخب عضو مجلس النواب الأمريكي ‏.